# Angraecum spectabile
Angraecum spectabile är en orkidéart som beskrevs av Victor Samuel Summerhayes. Angraecum spectabile ingår i släktet Angraecum och familjen orkidéer. Inga underarter finns listade i Catalogue of Life.